# Aegomorphus krueperi
Aegomorphus krueperi är en skalbaggsart som först beskrevs av Ernst Gustav Kraatz 1859.  Aegomorphus krueperi ingår i släktet Aegomorphus och familjen långhorningar. Inga underarter finns listade i Catalogue of Life.